# La conquista del paraíso
 La conquista del paraíso  es una película argentina dramática de 1981 escrita y dirigida por Eliseo Subiela y protagonizada por Arturo Puig, Kátia D'Angelo, Guillermo Battaglia y Alicia Bruzzo. Fue realizada parcialmente en la Provincia de Misiones. Fue filmada en Eastmancolor y se estrenó el 17 de septiembre de 1981.

## Sinopsis
Un publicitario que heredó un mapa del tesoro lo busca junto a una prostituta y otros personajes.

## Reparto
- Arturo Puig ... Pablo
- Kátia D'Angelo ... Iracema
- Guillermo Battaglia ... El padre
- Alicia Bruzzo...	La exesposa
- Jorge D'Elía	...	Teófilo
- Alicia Dolinski
- Marlene França
- José María Gutiérrez ... Laureano, el español
- Gloria Guzmán
- Susana Lanteri
- Raúl Lavié ... Marcos
- Chela Ruiz ... La tía
- Joffre Soares ... Joao Mentira
- Marcos Woinsky
- Eduardo Calcagno (Doblaje)

## Crítica

### Comentarios
Esquiú escribió: 

«Morosidad narrativa y un innecesario agregado de parlamentos que la imagen debería expresar por sí sola.»

Daniel López en Convicción escribió: 

«Auspicioso inicio…propuesta felizmente diversa a las habitualmente transitadas por el cine argentino…Imágenes que alcanzan una extraña seducción.»

Armando M. Rapallo en Clarín dijo: 

«Utopías y quimeras de sólida formulación plástica.»

Manrupe y Portela escriben en su libro: 

«La opera prima de Subiela, con puntos destacados en el argumento, la fotografía y algunas constantes en su cine posterior (hombre rutinario involucrado en asunto para nada rutinario, la figura de la mujer prostituta).»